# 新加坡博彩業
新加坡博彩業合法化始于1968年。2010年，新加坡首间賭場开幕。目前新加坡的合法博彩有：新加坡賽馬公會的賽馬比賽、新加坡博彩公司的彩票及體育博彩、圣淘沙名胜世界以及滨海湾金沙赌场。

## 新加坡博彩公司
新加坡政府为了打击非法赌博，于1968年5月23日批准新加坡博彩公司成立（Sinagpore Pools）。最初，新加坡博彩公司只发行多多（TOTO）、萬字票（4D）以及新加坡大彩（Singapore Sweep）3种彩票。1999年起开始发行体育彩票，只包含足球以及賽車（以一級方程式賽車為主）两种类型。2004年，新加坡政府從淡馬錫控股手中接管新加坡博彩公司。

## 賽馬
新加坡賽馬由新加坡賽馬公會管理。新加坡獨立後，位于新加坡境內的武吉知馬馬場繼續運作，2000年轉至克蘭芝馬場至今。提供新加坡、馬來西亞、香港、澳门、澳洲等地的賽馬投注，並與部份外地賽馬博彩組織提供聚合彩池。
2019年1月7日起，新加坡賽馬公會退出博彩事務，投注事宜交由新加坡博彩公司，新加坡賽馬公會则将專注於賽馬事務。

## 賭場

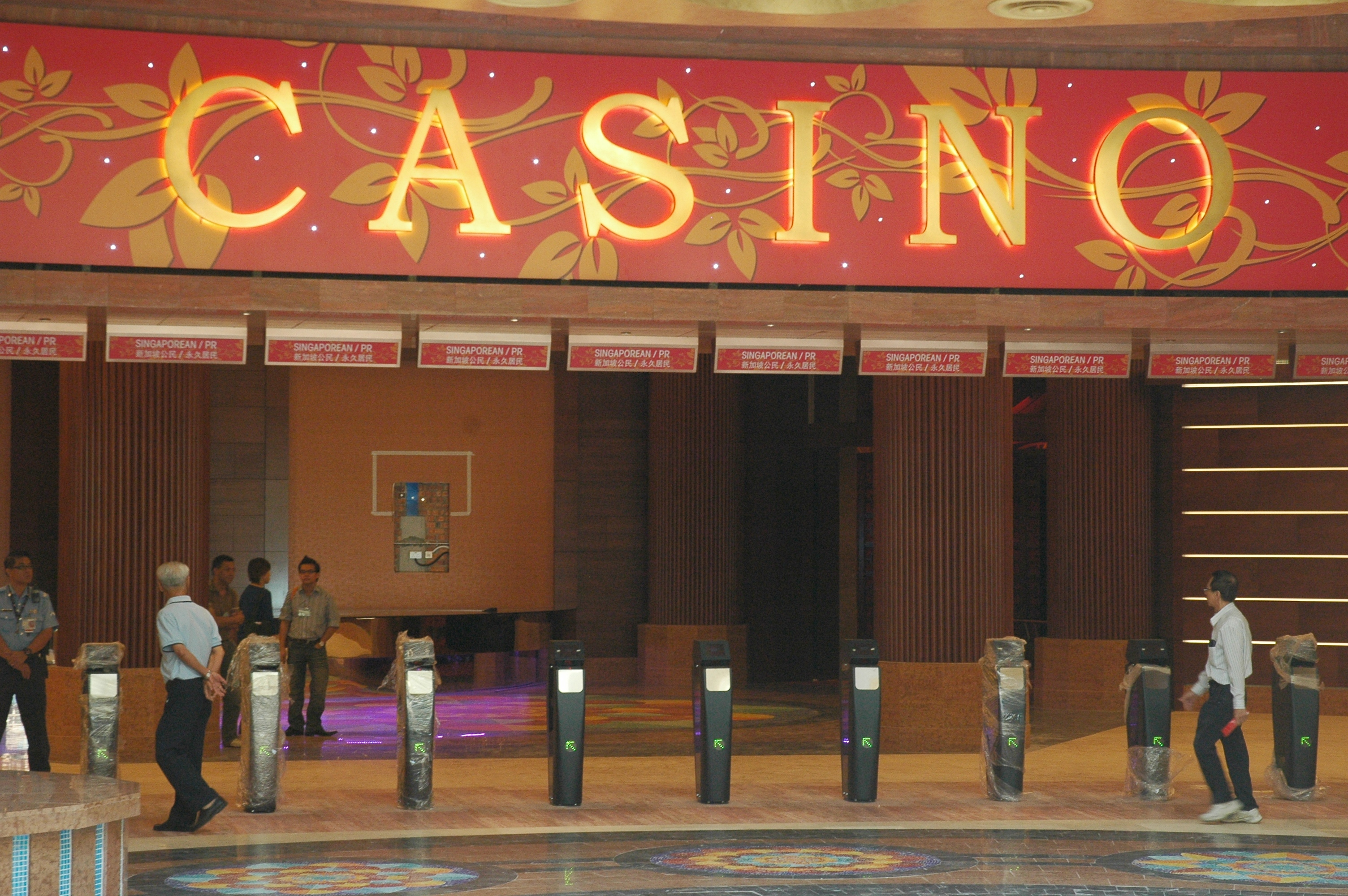
聖淘沙名勝世界賭場

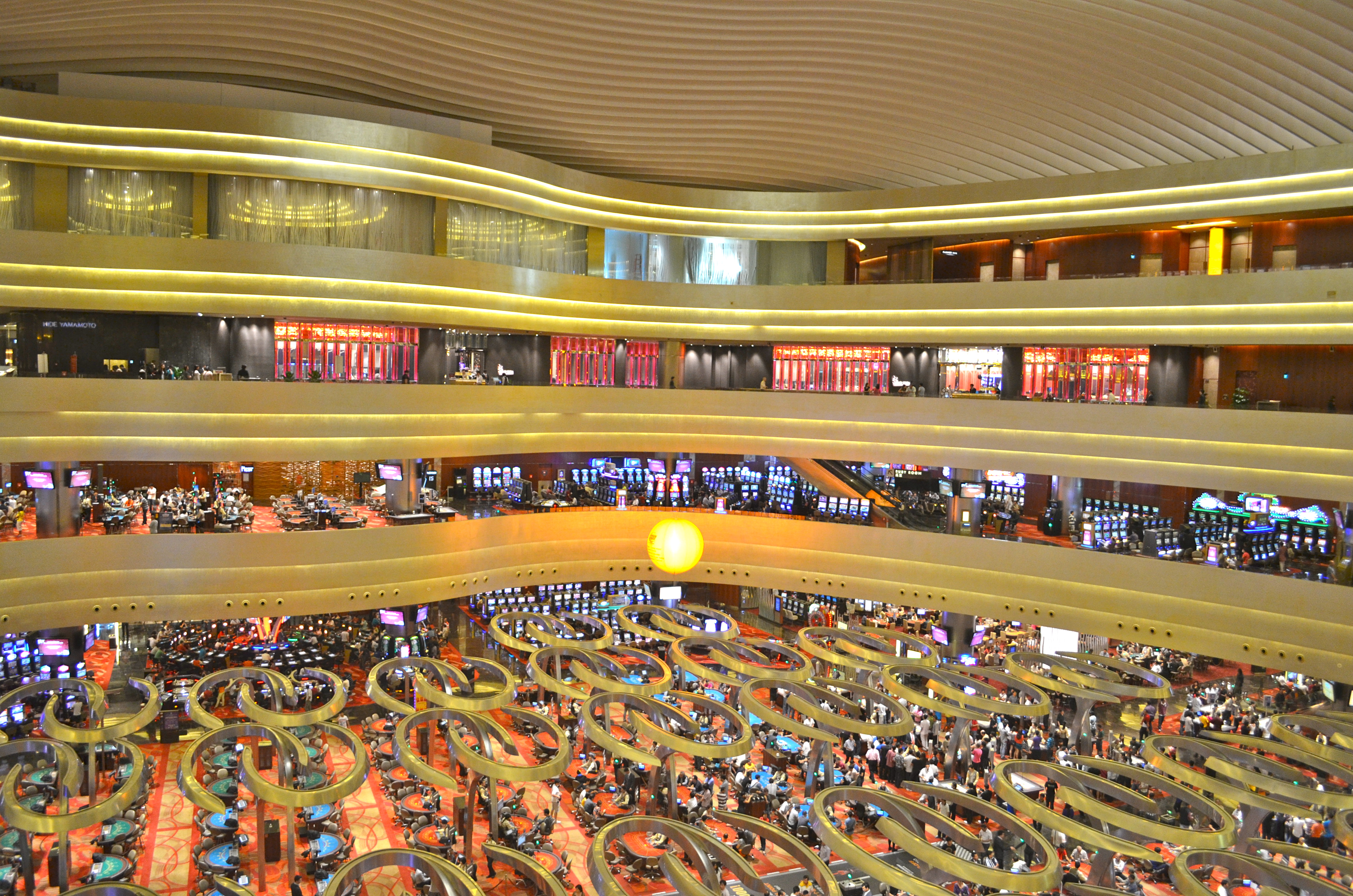
濱海灣金沙賭場

新加坡有两家合法賭場，分别是位於圣淘沙的圣淘沙名胜世界以及位于滨海湾的濱海灣金沙賭場，兩者均於2010年先後開幕，並取得獨家經營權。
為避免新加坡居民沉迷賭博，新加坡政府规定新加坡居民以及新加坡永久居民在进入赌场前均需缴交一定的入场费，分为日票与年票。日票票价为150新元，年票票价则为3000新元，入场费由两家赌场個别征收，至于外国人则能凭护照免费入场。
赌场会聘用中介公司，去中国找达官贵人进去，并借出筹码让难以搬动现金的他们可以大额下注；对于输了的，会派人跨国讨债。赌场还会付给旅游公司佣金，着它们弄些优惠旅行团，带马来西亚的平民百姓进场，条件是旅客要买红利筹码。这些赌场为本国带来了更多的大耳窿和洗黑钱等违法产业，也对外国造成不少人的赌博成瘾和债务问题，新加坡政府为此提供戒赌服务。